# Qihulin He
Qihulin He är ett vattendrag i Kina. Det ligger i provinsen Heilongjiang, i den nordöstra delen av landet, omkring 550 kilometer öster om provinshuvudstaden Harbin.
Genomsnittlig årsnederbörd är 1 071 millimeter. Den regnigaste månaden är juli, med i genomsnitt 235 mm nederbörd, och den torraste är januari, med 17 mm nederbörd.